# Randy Travis
Randy Bruce Traywick (Marshville, 4 de maio de 1959) mais conhecido por Randy Travis, é um cantor e ator estadunidense.
Travis tem mais de trinta singles no ranking Billboard Hot Country, dos quais dezesseis atingiram o topo.
Randy já vendeu mais de 25 milhões de álbuns mundialmente e ganhou seis Grammy Award, seis CMA Awards, nove ACM Awards, dez AMA Awards e oito Dove Awards. Além de uma estrela na Calçada da Fama em Hollywood.

## Filmografia
- 1992/1993: Matlock
- 1993: Wind in the Wire
- 1994: The Outlaws: Legend of O.B.Taggart
- 1994: At Risk
- 1994: Texas
- 1994: Frank & Jesse (Cole Younger)
- 1994: Dead Man's Revenge (U. S. Marshall)
- 1994 - 2003: Touched by an Angel
- 1995: A Holiday to Remember
- 1996: Edie & Pen
- 1996: Sabrina, the Teenage Witch
- 1997: Boys Will Be Boys
- 1997: Fire Down Below
- 1997: Steel Chariots (Rev. Wally Jones)
- 1997: Annabelle's Wish (Billy Adulto/Narrador)
- 1997: The Shooter
- 1997: The Rainmaker
- 1998: Black Dog
- 1998: T.N.T
- 1998: Hey Arnold (como "Travis Randall)
- 1998: Baby Geniuses
- 1999: The White River Kid (Sheriff Becker)
- 2000: King of the Hill (Ele Mesmo)
- 2000: The Million Dollar Kid
- 2000: John John in the Sky (John Claiborne)
- 2000: The Trial of Old Drum (Charlie Burden Jr. as an adult)
- 2000: The Cactus Kid (Pecos Jim)
- 2000: Casper's Haunted Christmas
- 2001: Texas Rangers
- 2002: The Trial of Old Drum
- 2003: The Long Ride Home (Jack Fowler/Jack Cole)
- 2003: Apple Jack (Narrador)
- 2004: Extreme Makeover: Home Edition (Ele Mesmo)
- 2006: The Visitation (Kyle Sherman)
- 2006: On the Farm: The Prodigal Pig (Porkchop)
- 2006: Lost: A Sheep Story (Porkchop)
- 2007: National Treasure: Book of Secrets (Ele Mesmo)
- 2007: The Gift: Life Unwrapped
- 2007: The Wager (Michael Steele)
- 2011: Jerusalem Countdown (Jack Thompson)

## Prêmios

### Academy of Country Music Awards
- 1985 Top New Male Vocalist
- 1986 Album of the Year - Storms of Life
- 1986 Single of the Year - On The Other Hand
- 1986 Top Male Vocalist
- 1987 Single of the Year - Forever and Ever, Amen

### Country Music Association Awards
- 1986 Horizon Award
- 1987 Album of the Year - Always & Forever
- 1987 Male Vocalist of the Year
- 1987 Single of the Year - Forever and Ever, Amen
- 1988 Male Vocalist of the Year

### Grammy Awards
- 1988 Grammy Award for Best Male Country Vocal Performance - Always & Forever from the album Always & Forever
- 1989 Grammy Award for Best Male Country Vocal Performance - Old 8x10 from the album Old 8x10
- 2010 Grammy Award for Best Country Collaboration with Vocals - I Told You So (with Carrie Underwood)

## Discografia

### Álbuns de estúdio

#### Década de 1980
| Storms of Life                          | - Data: 6 junho 1986 - Selo: Warner Bros. Records - Formatos: CD, LP, cassete     | 1 | 85 | —  | 61 | —  | - AUS: Gold - US: 3× Platinum        |
| Always & Forever                        | - Data: 4 abril 1987 - Selo: Warner Bros. Records - Formatos: CD, LP, cassete     | 1 | 19 | 16 | 8  | —  | - CAN: 5× Platinum - US: 5× Platinum |
| Old 8×10                                | - Data: 12 julho 1988 - Selo: Warner Bros. Records - Formatos: CD, LP, cassete    | 1 | 35 | 1  | 14 | 64 | - CAN: 2× Platinum - US: 2× Platinum |
| No Holdin' Back                         | - Data: 26 setembro 1989 - Selo: Warner Bros. Records - Formatos: CD, LP, cassete | 1 | 33 | —  | 55 | —  | - US: 2× Platinum                    |
| "—" denotes releases that did not chart |                                                                                   |   |    |    |    |    |                                      |

#### Década de 1990
| Heroes & Friends                        | - Data: 31 agosto 1990 - Selo: Warner Bros. Records - Formatos: CD, cassete   | 1  | 31  | —  | 61 | - CAN: Platinum - US: Platinum |
| High Lonesome                           | - Data: 27 agosto 1991 - Selo: Warner Bros. Records - Formatos: CD, cassete   | 3  | 43  | 10 | 61 | - CAN: Gold - US: Platinum     |
| Wind in the Wire                        | - Data: 17 agosto 1993 - Selo: Warner Bros. Records - Formatos: CD, cassete   | 24 | 121 | 5  | —  |                                |
| This Is Me                              | - Data: 26 abril 1994 - Selo: Warner Bros. Records - Formatos: CD, cassete    | 10 | 59  | 5  | —  | - US: Gold                     |
| Full Circle                             | - Data: 13 agosto 1996 - Selo: Warner Bros. Records - Formatos: CD, cassete   | 9  | 77  | 10 | —  |                                |
| You and You Alone                       | - Data: 21 abril 1998 - Selo: DreamWorks Nashville - Formatos: CD, cassete    | 7  | 49  | —  | —  |                                |
| A Man Ain't Made of Stone               | - Data: 21 setembro 1999 - Selo: DreamWorks Nashville - Formatos: CD, cassete | 15 | 130 | 11 | —  |                                |
| "—" denotes releases that did not chart |                                                                               |    |     |    |    |                                |

#### Década de 2000
| Inspirational Journey                           | - Data: 31 outubro 2000 - Selo: Word/Warner Bros./Curb - Formatos: CD, cassete                 | 34 | —   | — |            |
| Rise and Shine                                  | - Data: 15 outubro 2002 - Selo: Word/Warner Bros./Curb - Formato: CD                           | 8  | 73  | 1 | - US: Gold |
| Worship & Faith                                 | - Data: 11 novembro 2003 - Selo: Word/Warner Bros./Curb - Formatos: CD, download               | 9  | 90  | 4 | - US: Gold |
| Passing Through                                 | - Data: 9 novembro 2004 - Selo: Word/Warner Bros./Curb - Formatos: CD, download                | 23 | 127 | 6 |            |
| Glory Train: Songs of Faith,Worship, and Praise | - Data: 25 outubro 2005 - Selo: Word/Warner Bros./Curb - Formatos: CD, download                | 28 | 128 | 7 |            |
| Around the Bend                                 | - Data: 15 julho 2008 - Selo: Warner Bros. Records/Broken Bow Records - Formatos: CD, download | 3  | 14  | — |            |
| "—" denotes releases that did not chart         |                                                                                                |    |     |   |            |

#### Década de 2010
| Título                                  | Detalhes                                                                     | Posições nos rankings | Posições nos rankings |
| Título                                  | Detalhes                                                                     | US Country            | US                    |
| --------------------------------------- | ---------------------------------------------------------------------------- | --------------------- | --------------------- |
| Anniversary Celebration                 | - Data: 7 junho 2011 - Selo: Warner Bros. Records - Formatos: CD, download   | 4                     | 19                    |
| Influence Vol. 1: The Man I Am          | - Data: 1 outubro 2013 - Selo: Warner Bros. Records - Formatos: CD, download | 19                    | 120                   |
| Influence Vol. 2: The Man I Am          | - Data: 19 agusto 2014 - Selo: Warner Bros. Records - Formatos: CD, download | 26                    | —                     |
| "—" denotes releases that did not chart |                                                                              |                       |                       |

### Álbuns compilados

#### Década de 1990
| Greatest Hits, Volume 1                   | - Data: 15 setembro 1992 - Selo: Warner Bros. Records - Formatos: CD, cassete | 14 | 44 | — | - US: Platinum |
| Greatest Hits, Volume 2                   | - Data: 15 setembro 1992 - Selo: Warner Bros. Records - Formatos: CD, cassete | 20 | 67 | 4 | - US: Platinum |
| Forever & Ever...The Best of Randy Travis | - Data: 12 julho 1995 - Selo: Warner Bros. Records - Formatos: CD, cassete    | —  | —  | — |                |
| Greatest #1 Hits                          | - Data: 25 agosto 1998 - Selo: Warner Bros. Records - Formatos: CD, cassete   | 66 | —  | — |                |
| "—" denotes releases that did not chart   |                                                                               |    |    |   |                |

#### Década de 2000
| Super Hits, Volume 1                                        | - Data: 8 fevereiro 2000 - Selo: Warner Bros. Records - Formatos: CD, cassete     | —  | —  | —  |
| Trail of Memories:The Randy Travis Anthology                | - Data: 16 julho 2002 - Selo: Rhino Records - Formato: CD                         | —  | —  | —  |
| The Essential Randy Travis                                  | - Data: 25 março 2003 - Selo: Warner Strategic - Formatos: CD, download           | —  | —  | —  |
| The Very Best of Randy Travis                               | - Data: 3 agosto 2004 - Selo: Warner Bros./Rhino Records - Formatos: CD, download | 10 | 80 | —  |
| The Platinum Collection                                     | - Data: 25 julho 2006 - Selo: Warner Music UK - Formatos: CD, download            | —  | —  | —  |
| I Told You So: TheUltimate Hits of Randy Travis             | - Data: 17 março 2009 - Selo: Warner Bros. Records - Formatos: CD, download       | 3  | 21 | —  |
| Three Wooden Crosses: TheInspirational Hits of Randy Travis | - Data: 17 março 2009 - Selo: Word Records - Formatos: CD, download               | 31 | —  | 16 |
| "—" denotes releases that did not chart                     |                                                                                   |    |    |    |

#### Década de 2010
| I'll Fly Away                           | - Data: 24 agosto 2010 - selo: Warner Bros. Records - Formatos: CD, download   | 70 | —   | —  | —  |
| Top 10                                  | - Data: 28 setembro 2010 - Selo: Warner Bros. Records - Formatos: CD, download | 40 | —   | —  | —  |
| Randy Travis                            | - Data: 2 maio 2011 - Selo: Cracker Barrel - Formato: CD                       | 11 | 63  | 11 | —  |
| Forever Country: 15 Original Hits       | - Data: 2013 - Selo: Cracker Barrel - Formato: CD                              | —  | —   | —  | —  |
| Hymns: 17 Timeless Songs of Faith       | - Data: 3 junho 2014 - Selo: Word/Curb - Formatos: CD, download                | 39 | —   | —  | 25 |
| On the Other Hand:All the Number Ones   | - Data: 21 abril 2015 - Selo: Warner Bros. Records - Formatos: CD, download    | 26 | 191 | —  | —  |
| "—" denotes releases that did not chart |                                                                                |    |     |    |    |

### Álbuns Natalinos
| An Old Time Christmas                   | - Data: 14 agosto 1989 - Selo: Warner Bros. Records - Formatos: CD, cassete | 13 | 70  | — | — | 49 | - US: Gold |
| Songs of the Season                     | - Data: 25 setembro 2007 - Selo: Word Records - Formatos: CD, download      | 26 | 131 | 9 | 9 | —  |            |
| "—" denotes releases that did not chart |                                                                             |    |     |   |   |    |            |

### Álbuns ao vivo
| Randy Ray: Live at theNashville Palace  | - Data: 1982 - Selo: Independente - Formatos: LP, cassete         | —  |
| Live: It Was Just a Matter of Time      | - Data: 28 agosto, 2001 - Selo: Image Entertainment - Formato: CD | 61 |
| "—" denotes releases that did not chart |                                                                   |    |

## Ligações Externas
- Sítio Oficial